# (117413) Ramonycajal
(117413) Ramonycajal  es un asteroide perteneciente al cinturón de asteroides, descubierto el 8 de enero de 2005 por Juan Lacruz desde el Observatorio de La Cañada, en España.

## Designación y nombre
Ramonycajal se designó inicialmente como 2005 AE13.
Más adelante fue nombrado en honor al histólogo español Santiago Ramón y Cajal (1852-1934).

## Características orbitales
Ramonycajal orbita a una distancia media del Sol de 2,4059 ua, pudiendo acercarse hasta 2,0838 ua y alejarse hasta 2,7280 ua. Tiene una excentricidad de 0,1338 y una inclinación orbital de 2,2572° grados. Emplea en completar una órbita alrededor del Sol 1363 días.

## Características físicas
Su magnitud absoluta es 16,3.